# Atéliery Bonton Zlín
Atéliery Bonton Zlín — чешская киностудия, расположена в столице Злинского края г. Злин.
Истоки кинопроизводства в Злине начались в начале 1930-х годов, когда для создания рекламной кинокомпании по приглашению фирмы Батя в Злин был приглашен сценарист и драматург Эльмар Клос, продюсер Ладислав Колда и кинооператор и редактор Александр Гаккеншмидт. Деятельность студии планировалось осуществлять на основе опыта американских рекламных кинокомпаний.
Масштабы и значимость созданной в Злине студии быстро переросла первоначальные цели своего предназначения. Помимо рекламы, здесь стали снимать и другие жанры кино: документальные, учебные, научно-популярные, экспериментальные и анимационные фильмы.
Atéliery Bonton Zlín заложила основы всемирно известной Чешской школы анимации. В Злине начинали свою карьеру почти все ведущие личности чешского анимационного кино, в том числе Карел Земан и Гермина Тырлова, названная позже «матерью чешской анимации».
После чешской бархатной революции студии была приватизирована, а затем в 1998 году стала частью Bonton Entertainment Group. С 2006 года является акционерным обществом.
За период с 1965 по 1991 годы на студии снято около 1500 чешских художественных и документальных фильмов. Из наиболее известных анимационных фильмов, снятых на Atéliery Bonton Zlín — детские мультсериалы «Пат и Мат» и «Спейбл и Гурвинек».
На студии работали многие известные деятели чешского и международного кинематографа, в том числе, обладатели премии Оскар, Ян Сверак, Милош Форман, а также лауреаты международных кинонаград Иржи Менцель и другие.